# MIHO美学院中等教育学校
MIHO美学院中等教育学校（みほびがくいんちゅうとうきょういくがっこう、英名: MIHO Institute of Aesthetics）は、滋賀県甲賀市信楽町畑にある私立中等教育学校。

## 概要
新宗教の神慈秀明会が、「美を求める心」と利他愛の精神を豊かに持った社会のリーダーの育成を目標に掲げて、2012年（平成24年）4月1日に開校した。校名の「MIHO美学院」は、建学の精神に「美を求める心」を据えていることと、神慈秀明会創立者の小山美秀子の名にちなんだものである。
帰国子女の生徒も多く在籍し、アメリカ、イギリス、イタリア、台湾、トルコ、マレーシアなどから生徒が単身で学びに来ている。
特に2015年（平成27年）1月1日に施行された、「出入国管理及び難民認定法の一部を改正する法律」（平成26年法律第79号）により、小中学校における外国からの児童、生徒の受け入れ（在留）が認められ、同年度の生徒募集より海外からの生徒を募り、全国に先駆けて外国籍の生徒の受け入れを実施し、香港やマカオから外国籍の生徒を受け入れた。

## 教育活動
1学年40名の少人数かつ全寮制の体制の下で、学校周辺の自然環境を活用した学習活動や、同じく神慈秀明会の系列博物館であるMIHO MUSEUMの所蔵美術品を利用した教育を行う。
「三つの芸術をリンクした学び」を特徴として掲げ
一つ目に、“スピリチュアリティ”として、神慈秀明会教祖の岡田茂吉師と開祖の小山美秀子師の二人の師の教えを学び、世のため、人のために社会に奉仕できる人材の育成を目指している。具体的な活動として、岡山県倉敷市真備町の災害ボランティアや長野県の農業ボランティアなど、積極的にボランティア活動に参加している。
二つ目に、“ナチュラルアグリカルチャー＆ガーデニング”として、神慈秀明会が提唱する秀明自然農法を総合的な学習の時間や選択科目に取り入れ農薬や化学的な肥料を一切使用しない自然栽培法で稲や野菜を栽培している。それらの収穫された野菜は、生徒自身が調理し、給食として提供されている。
三つ目に、“ビューティー オブ ミホミュージアム”として、小山美秀子師の収集したコレクションや特別展をMIHO MUSEUM学芸部長が解説を行い、6年間を通して美の感性を培う教育を行っている。これらの授業も総合的な学習の時間で行われている。特に、所蔵品の鑑賞教育の時間では、ガラス越しではなく、直接作品と接することができるため、他の学校では真似のできない特異な授業として位置づけられている。

## 特色ある取り組み
食事作り
家庭科教員や調理師免許を持った指導員の下、生徒自身が自然農法の食材で三食を調理する
みそ作り - 生徒が育てた大豆を使用して自家製みそ作り
山菜ご飯 - 圃場周辺の山菜を採取して調理実習
おせち作り - 出し巻き、きんとん、昆布巻きなどを調理
マイガーデン
前期課程において、秀明自然農法の実習授業で、一人一坪の畑で、野菜を栽培する
MIHO美学
MIHO MUSEUMにて、ガラスなしで美術品を直接鑑賞する
滋賀次世代文化芸術センターとの連携授業（陶芸作成など）
日本文化
箏 - 筝曲演奏家 山本雅楽邦氏による指導
華道 - 真生流の講師による指導
茶道 - 武者小路千家の師範による指導
書道（篆刻） - 日本篆刻連盟理事 上山天遂氏による特別講座
和菓子作り - 京菓子司 末富
テーブルマナー
檜山和司氏によるテーブルマナー講座
国際コミュニケーション
国連NGO Shumeiの職員による特別授業
成安造形大学との高大連携授業

## 交流活動
地域との交流
信楽町 畑区とのスポーツ交流会
信楽町 畑区天満神社ー虫送り・どんど焼きへの参加
信楽町 田代区クリスマス会
信楽町 長野区クリスマス会
音楽の祭典
ラ・フォル・ジュルネびわ湖2017への出演（太鼓部・ダンス部）
信楽
江州一心講
国際交流
アメリカ ミシガン大学
ネパール カンドバリ スリャ・ボーディングスクール
タンザニア さくら女子中学校
インドネシア ジャカルタ Al Jabr Islamic School
イタリア ブレシア レオナルド高校
ボランティア活動
岡山県倉敷市真備町 まび復興支援ボランティア
真備町写真洗浄ボランティア
長野県長野市 信州農業再生復興ボランティア

## 沿革
- 2012年（平成24年）4月1日 - 開校。
  - 4月8日 - 第1回入学式・入寮式。
- 2018年（平成30年）3月3日 - 第1回卒業証書授与式。

## 主な進学先
生徒一人ひとりの個性に合わせた進路指導を行っているため、進路先は多岐に渡っている。
国公立大学
東北大学、九州大学、高知大学、三重大学、和歌山大学、滋賀県立大学、大阪府立大学、富山県立大学
私立大学
同志社大学、同志社女子大学、関西大学、関西学院大学、立命館大学、立命館アジア太平洋大学、関西外国語大学、名城大学、京都産業大学、明治学院大学、茨城キリスト教大学、多摩美術大学、成安造形大学、京都芸術大学、京都橘大学、日本体育大学、大阪芸術大学、日本大学、福岡工業大学、大阪工業大学、大正大学、大東文化大学、阪南大学、大阪歯科大学
海外大学
University for the Creative Arts（イギリス）、The University of Brighton' s International College（イギリス）、Taylor' s University（マレーシア）、国立 Universitas Sebelas Maret（インドネシア）、国立政治大学（台湾）

## 施設
- MIHOチャペルーフランス・パリのルーブル美術館のガラスのピラミッドや滋賀県・信楽町のMIHO MUSEUMを設計したことで知られるアメリカの建築家I.Ｍ.ペイ氏の遺作である。普段は礼拝施設として使用され、特別授業ではコンサート等に使用される。

## クラブ活動等
- 陸上部
- 太鼓部
- 合気道部
- ダンス部
- 体育館球技部
- 生活芸術部
- 音楽部
- バトン部
- 水泳部
- 茶道部
- 弓道部
- 理科部

## アクセス
- JR琵琶湖線石山駅、瀬田駅、草津駅からそれぞれ車で約40分
- 信楽高原鐵道信楽駅から車で約25分
- 名神高速道路栗東ICから車で約30分
- 新名神高速道路信楽ICから車で約20分